# Fairuz Fauzy
Mohamed Fairuz Fauzy, né le 24 octobre 1982 à Kuala Lumpur, est un pilote automobile malaisien.

## Carrière

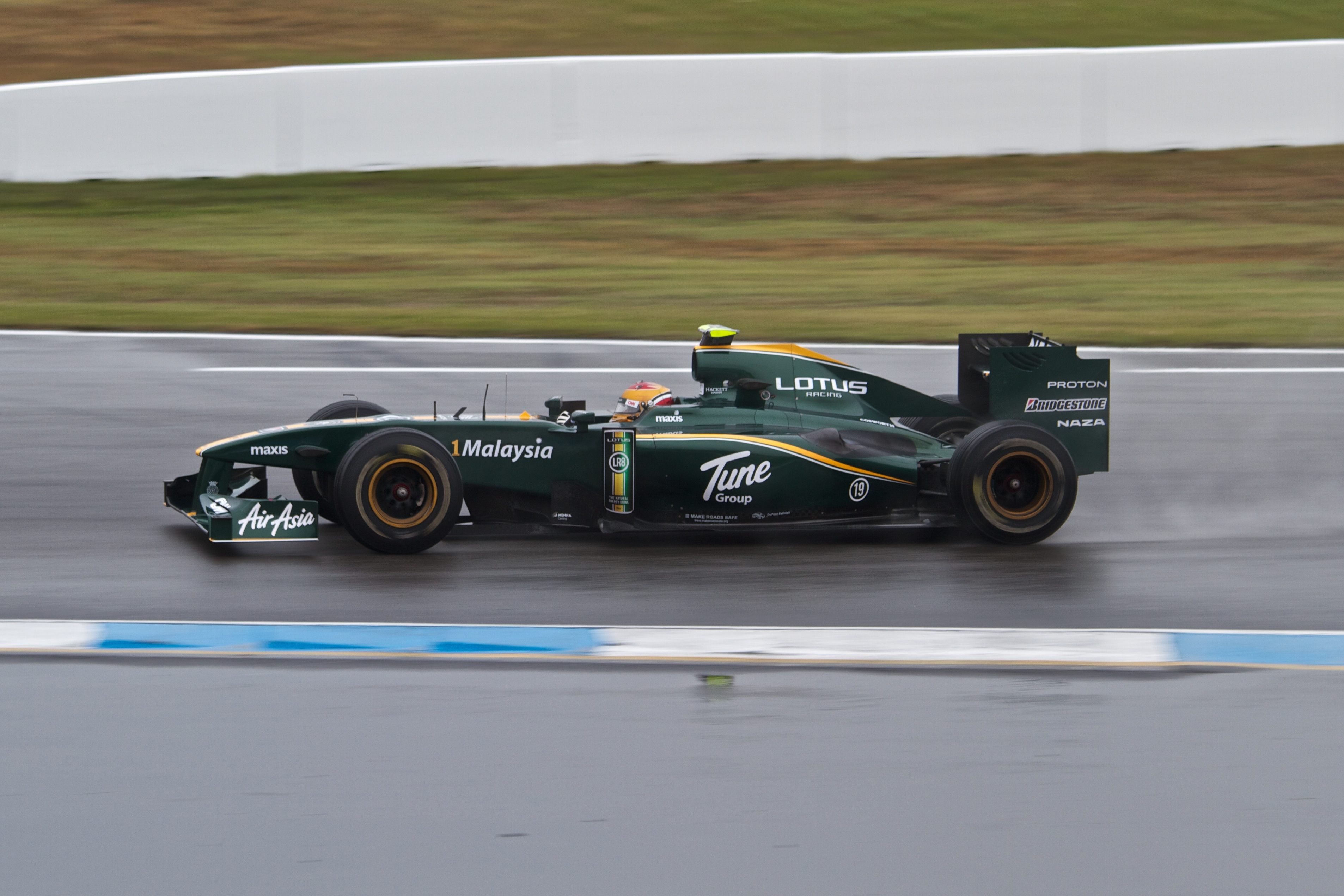
Fairuz Fauzy au volant d'une Lotus T127 lors des essais libres du Grand Prix d'Allemagne 2010

- 2000 : Formule Ford Britannique, 20e
- 2001 : Formule Renault Britannique, 7e
- 2002 : Championnat de Grande-Bretagne de Formule 3 national class, 9e
- 2003 : Championnat de Grande-Bretagne de Formule 3, 16e
- 2004 : Championnat de Grande-Bretagne de Formule 3, 12e
- 2005 : GP2 Series, non classé
- 2006 : GP2 Series, non classé
- 2007 : World Series by Renault, 11e
  - Pilote essayeur de l'écurie Spyker F1 Team
  - GP2 Asia Series, 4e (1 victoire)
- 2008 :
  - World Series by Renault, 18e
  - GP2 Asia Series, non classé
  - A1 Grand prix (1 victoire)
- 2010 : 3e pilote Lotus Racing
- 2011 : 3e pilote Lotus Renault GP